# Aspidiotus populi
Aspidiotus populi är en insektsart som beskrevs av Baerensprung 1849. Aspidiotus populi ingår i släktet Aspidiotus och familjen pansarsköldlöss.
Artens utbredningsområde är Tyskland. Inga underarter finns listade i Catalogue of Life.